# Fredeluga armada
La fredeluga armada (Vanellus armatus) és una espècie d'ocell de la família dels caràdrids (Charadriidae) que habita llacs i aiguamolls de la zona afrotròpica, en Angola, sud-est de la República Democràtica del Congo, Tanzània, oest i sud de Kenya, Zàmbia, Malawi, Moçambic, Namíbia, Botswana, Zimbàbue i sud de Sud-àfrica.